# Drumcode Records
Drumcode är ett svenskt skivbolag grundat av Adam Beyer 1996. Skivbolagets artister är huvudsakligen svenska kollegor till bolagets grundare. Bland artisterna på skivbolaget finns Cari Lekebusch, Henrik B, Jesper Dahlbäck, Patrik Skoog, Hertz (Pierre Jerksten) och Thomas Krome.

## Code Red
En kortare period hade skivbolaget ett underbolag kallat Code Red, men redan efter 10 skivsläpp lades det 1999 ner. 